# Zainab bint Ali
Zainab bint Ali, u. a. auch Zeynab (* 625; † 27. März 682, arabisch زينب بنت علي, DMG Zaynab bint ʿAlī) war eine Tochter von Imam und Kalif Ali und seiner Frau Fatima sowie Schwester der Imame Hasan ibn ʿAlī und al-Husain ibn ʿAlī. Der islamische Prophet Mohammed war ihr Großvater mütterlicherseits. Daher war sie Mitglied der Familien des Propheten, den Ahl al-bait, wie auch der ihres Mannes Ali, den Aliden. Sie gilt als bedeutsame Heldin von Aschura.
Bei der Schlacht von Kerbela spielte sie eine wichtige Rolle, indem sie Husains Sohn aus der Schlacht rettete und somit Mohammeds direkte Linie seiner Nachfahren erhielt.
Der Schrein von Zainab bint Ali ist eine islamische Pilgerstätte, insbesondere von Schiiten in der Stadt Saida Zaineb, südlich von Damaskus.